# Josselin de Rohan
Josselin de Rohan-Chabot, actuel 14e duc de Rohan, plus connu sous son nom d'usage de Josselin de Rohan, né le 5 juin 1938 à Suresnes, est un homme politique et haut-fonctionnaire français. Sénateur de 1983 à 2011, il préside le conseil régional de Bretagne de 1998 à 2004.
Propriétaire du château de Josselin, il est l'aîné de la maison de Rohan-Chabot.

## Biographie

### Famille et études
Josselin Charles Louis Jean Marie de Rohan-Chabot est né à Suresnes le 5 juin 1938. Il est le fils aîné d'Alain de Rohan-Chabot, 13e duc de Rohan, et d'Hélène de Liencourt. Issu d'une famille de la plus haute noblesse bretonne, il passe son enfance à Paris, mais habite à Josselin pendant la Seconde Guerre mondiale. Son arrière-grand-père, Alain de Rohan-Chabot, est député de 1876 à 1914, sous la IIIe République.
Il effectue ses études secondaires à l'école des Roches. Diplômé de l'Institut d'études politiques de Paris, licencié en droit, il intègre l'ENA en 1963 (promotion Stendhal), où il côtoie Ernest-Antoine Seillière, Jean-Pierre Chevènement, Lionel Jospin et Jacques Toubon. Il se lie d'amitié avec Jacques Chirac, qui l'épaule durant sa préparation à l'ENA. Il deviendra plus tard administrateur de l'association « Avec le président Chirac » en 2008, présidée par Henri Cuq.

### Carrière professionnelle et débuts en politique
À sa sortie de l'ENA, il devient administrateur civil au service des affaires extérieures du ministère de l'Industrie, avant de rejoindre le cabinet de Louis Joxe, ministre de la Justice, de 1967 à 1968, en tant qu'attaché parlementaire. Il devient ensuite chef de bureau à la direction générale de la politique industrielle, puis chargé de mission auprès du directeur de la construction au ministère de l'Équipement (1969-1974) avant d'être promu sous-directeur de la flotte de commerce à la direction générale de la marine marchande (1974-1979).
Il rejoint alors le secteur privé en tant que chargé de mission à la direction générale des transports maritimes d'Elf Aquitaine jusque 1983.

### Carrière politique

#### Une implantation politique précoce en Bretagne
Josselin de Rohan commence sa carrière politique à Josselin, dont il est élu maire à 27 ans, en 1965. Il développe son implantation locale en devenant conseiller général du canton de Josselin, un mandat qu'il conserve jusque 1998.
Alors qu'il est sénateur depuis 1983, il conduit la liste d'union RPR-UDF aux élections régionales 1998 en Bretagne, dans le cadre d'un accord avec son rival vitréen, Pierre Méhaignerie (UDF). Succédant à Yvon Bourges (RPR), il est élu président du conseil régional de Bretagne - à la tête d'une majorité relative - le 20 mars 1998. Cette victoire de la droite est une surprise, alors que les élections législatives françaises avaient marqué le basculement à gauche de la Bretagne (15 sièges à la gauche sur 26) et que les préparatifs de campagne à droite avaient donné lieu à des querelles intestines entre Pierre Méhaignerie, Yves de Silguy (soutenu par Yvon Bourges) et Josselin de Rohan, qui pâtissait d'une renommée politique moindre que ses rivaux, mais obtint le soutien du RPR. À la création de l'association des Régions de France, Josselin de Rohan refuse l'intégration dans l'association des présidents de conseils régionaux élus avec les voix du Front national.
En tant que président du conseil régional de Bretagne, il critique notamment la « recentralisation rampante » menée par le gouvernement de Lionel Jospin. Fervent défenseur de la décentralisation de compétences de l'État aux régions, il souhaite que les régions bénéficient d'un pouvoir réglementaire et revendique la création du droit à l'expérimentation. Au cours de son mandat, il parvient notamment à obtenir un prolongement de la ligne à grande vitesse entre Le Mans et Rennes, un acquis acté par son successeur.
Bien que soutenu par Pierre Méhaignerie pour sa seconde candidature - ce dernier préside son comité de soutien - sa liste est nettement battue par celle conduite par Jean-Yves Le Drian (PS), le 28 mars 2004, n'obtenant que 43 % des voix au second tour. Il abandonne alors son mandat de conseiller régional.

#### Un soutien clé de Jacques Chirac, à la tête du groupeRPR, puisUMPau Sénat
Il est élu sénateur du Morbihan en septembre 1983. Réélu en 1992 puis en 2001, il y devient « l'un des hommes clés de Jacques Chirac », avec qui il prend son petit-déjeuner tous les mardis à l'Élysée. Il refuse de quitter le Sénat en 1986, refusant le secrétariat d'État à la Mer finalement attribué à Ambroise Guellec.
Il est choisi en 1993 pour présider le groupe RPR du Sénat, dont il était jusque là vice-président délégué, succédant à Charles Pasqua. Il arrive alors à maintenir la cohésion d'un groupe où se côtoient les partisans du président de la République et de Nicolas Sarkozy.
Fervent défenseur du Sénat, il s'oppose à plusieurs tentatives de réforme de la Haute Assemblée, tout d'abord par le gouvernement de Lionel Jospin, qui souhaite étendre à tous les départements élisant au moins trois sénateurs le système proportionnel, puis à Nicolas Sarkozy, en 2007, qui souhaite introduire à nouveau une part plus importante de proportionnelle dans l'élection des parlementaires.
Lors de l'élection présidentielle de 2007, Josselin de Rohan se résout à soutenir Nicolas Sarkozy, avec lequel il entretient des relations difficiles depuis 1995. Lors des journées parlementaires de l'UMP, à Strasbourg, dès octobre 2007, il critique publiquement la stratégie d'ouverture à gauche, les projets de réforme institutionnelle et la stratégie d'affaiblissement de la fonction de Premier ministre par Nicolas Sarkozy.
Il quitte la tête du groupe UMP du Sénat en janvier 2008. Il devient alors président de la commission des Affaires étrangères, de la Défense et des Forces armées en janvier 2008. Il sera réélu à sa tête de justesse en octobre 2008, et conservera cette présidence jusqu'à son départ du Sénat, en 2011. Il préside la délégation parlementaire au renseignement de 2007 à 2011.
Josselin de Rohan ne se représente pas aux élections sénatoriales 2011. Il attribue alors le déclin de la droite bretonne à l'effritement des « bases sociologiques de la droite », notamment la baisse du pourcentage d'agriculteurs et la diminution du soutien de l'enseignement catholique.
Passionné de chevaux, il a été membre du Conseil supérieur du cheval et président des courses hippiques de Josselin de 1964 à 2014. Il est nommé officier de la Légion d’Honneur en janvier 2012.

## Détail des mandats et fonctions

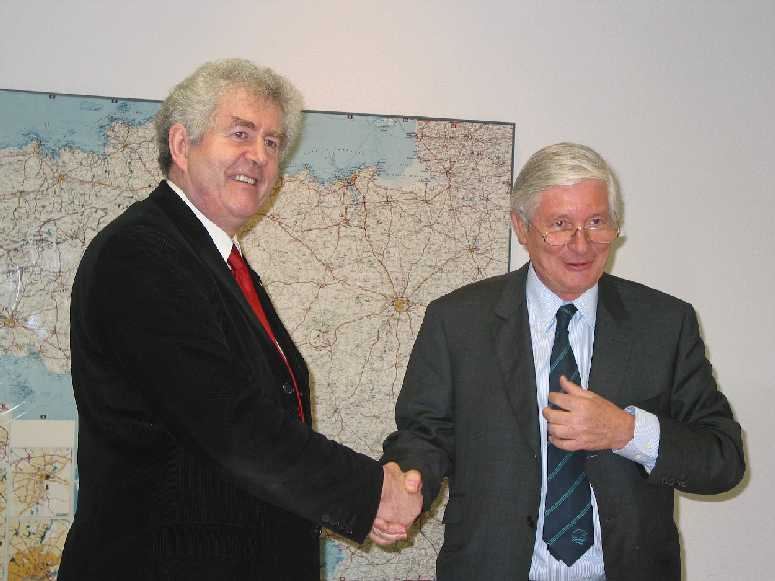
Rhodri Morgan, premier ministre du Pays de Galles, et Josselin de Rohan en 2004 lors de la signature d'un partenariat entre la Bretagne et le pays de Galles.

### Au Sénat
- Sénateur du Morbihan du 3 octobre 1983 au 1er octobre 2011.

### Au niveau local
- Président du conseil régional de Bretagne du 20 mars 1998 au 1er avril 2004.
- Maire de Josselin du 26 mars 1965 au 18 mars 2001.
- Conseiller général du canton de Josselin du 26 mars 1983 au 27 mars 1998.

### Fonctions politiques
- Président de la fédération UMP du Morbihan de 2002 à 2007.

## Famille
Josselin de Rohan-Chabot est l'ainé actuel de la maison de Rohan-Chabot, qui est la branche ainée de la famille de Chabot.
En épousant en 1645 Marguerite de Rohan, héritière de la branche ainée de la maison de Rohan, Henri de Chabot, cadet de la branche ainée de Jarnac, a adopté le nom de Rohan-Chabot et fondé la branche du même nom, titrée duc de Rohan.
Il ne faut donc pas confondre la maison de Rohan-Chabot, originaire du Poitou, avec la maison de Rohan, originaire de Bretagne et subsistant aux États-Unis.

## Mariage et descendance
Josselin de Rohan-Chabot épouse, le 17 novembre 1973 à Crécy-la-Chapelle (Seine-et-Marne), Antoinette Boegner (née en 1946), fille de Jean-Marc Boegner et petite-fille du pasteur Marc Boegner, dont trois enfants :
- Alain Louis Marc de Rohan-Chabot (né le 15 octobre 1975), gérant de Tarquinia Films,
- Anne-Louise Claire Marie de Rohan-Chabot (née le 16 octobre 1979),
- Olivia Hélène Odilie Marie de Rohan-Chabot (née le 21 novembre 1986).

## Armes
| Blason | Blasonnement : Écartelé : aux 1 et 4, de gueules à neuf macles d'or (qui est de Rohan) ; aux 2 et 3, d'or à trois chabots de gueules (qui est Chabot). |